# سانت‌آلسیو این آسپرومونته
سانت‌آلسیو این آسپرومونته (به ایتالیایی: Sant'Alessio in Aspromonte) یک کومونه در ایتالیا است که در استان رجو کالابریا واقع شده‌است. سانت‌آلسیو این آسپرومونته ۴٫۲ کیلومتر مربع مساحت و ۳۹۶ نفر جمعیت دارد و ۵۵۰ متر بالاتر از سطح دریا واقع شده‌است.